# Дауїт
Дауї́т (каз. Дәуіт) — село у складі Акжарського району Північноказахстанської області Казахстану. Входить до складу Ленінградського сільського округу, раніше було центром та єдиним населеним пунктом ліквідованої Куйбишевської сільської ради.
Населення — 612 осіб (2021; 776 у 2009, 1028 у 1999, 1446 у 1989).
Національний склад станом на 1989 рік:
- казахи — 36 %
- росіяни — 31 %.

До 2009 року село називалось Даут, до 1992 року — Куйбишевське.